# فاترلاند
فاترلاند Waterland  هي مدينة وبلدية بمقاطعة شمال هولندا، هولندا.

## طوبوغرافيا
خريطة طوبوغرافية هولندية لبلدية فاترلاند، 2013، (تقرأ بعد ثلاث نقرات على الخريطة).

## معرض صور

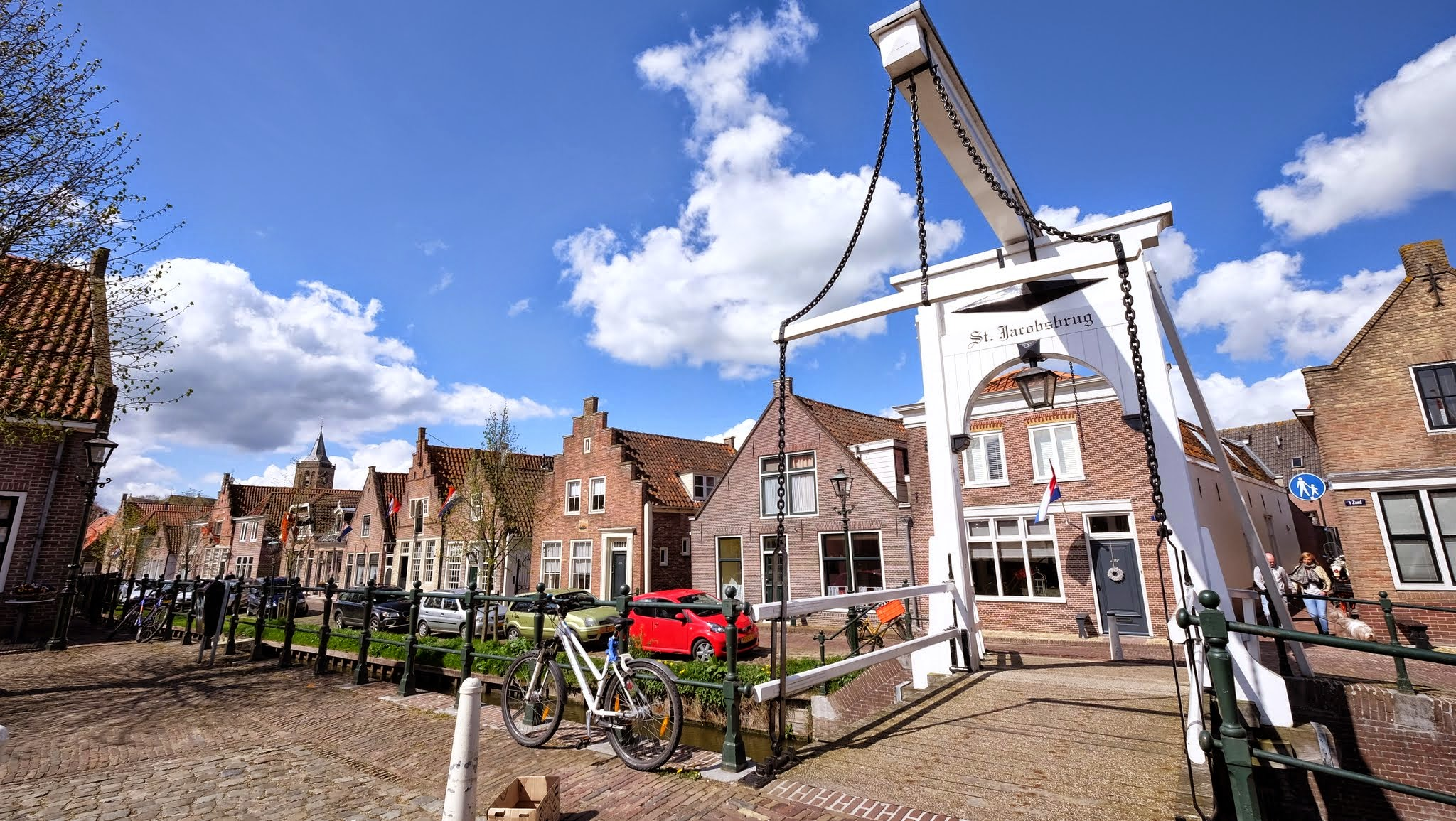
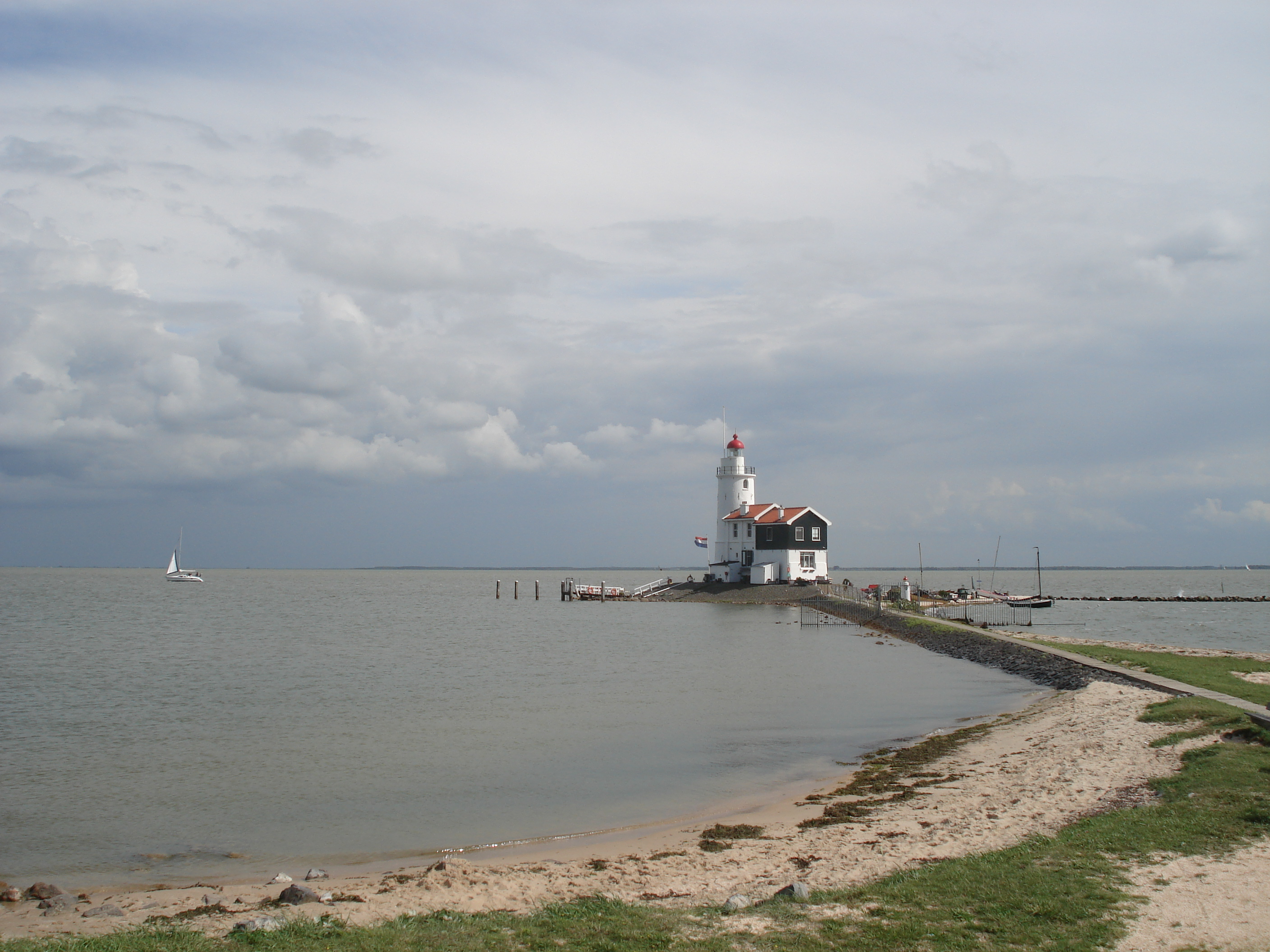
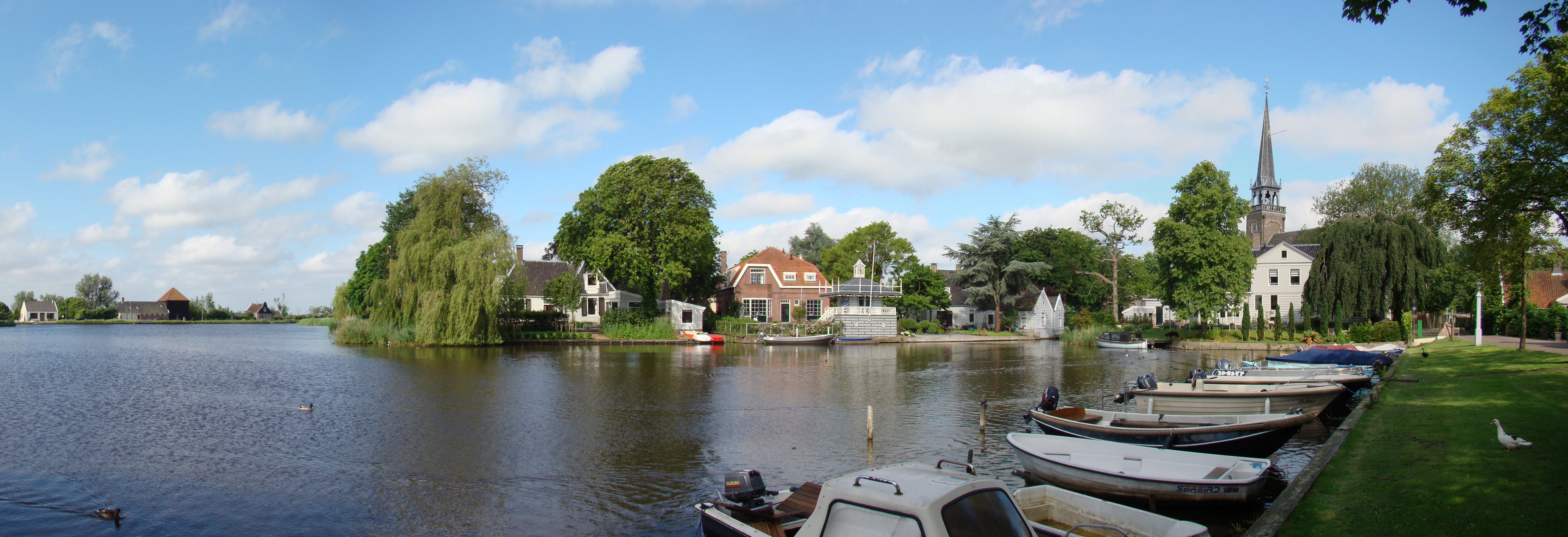